# بانک تجارت کانادا
بانک تجارت کانادا، شرکت خدمات مالی و بانکداری کانادای بود، که درسال۱۸۶۷میلادی توسط ویلیام مک مستردر تورنتو انتاریو بایک منشور تأسیس شد.
شعبه کانادا در Darling و پیرسون وینیپگ مانیتوبا در سال ۱۹۱۰ تأسیس شد که در نقاشی‌های هنری کلاسیک، تسلط مالی وینیپگ، در میان شهرهای پریری را نشان می‌دهد.
بانک تجارت کانادا در سال ۱۹۶۱ میلادی با بانک امپریال بانک کانادا ادغام شد تا بانک تجارت امپریال کانادا (CIBC) را تشکیل دهد، که هم‌اکنون به‌عنوان پنجمین بانک بزرگ  کانادا شناخته می‌شود.

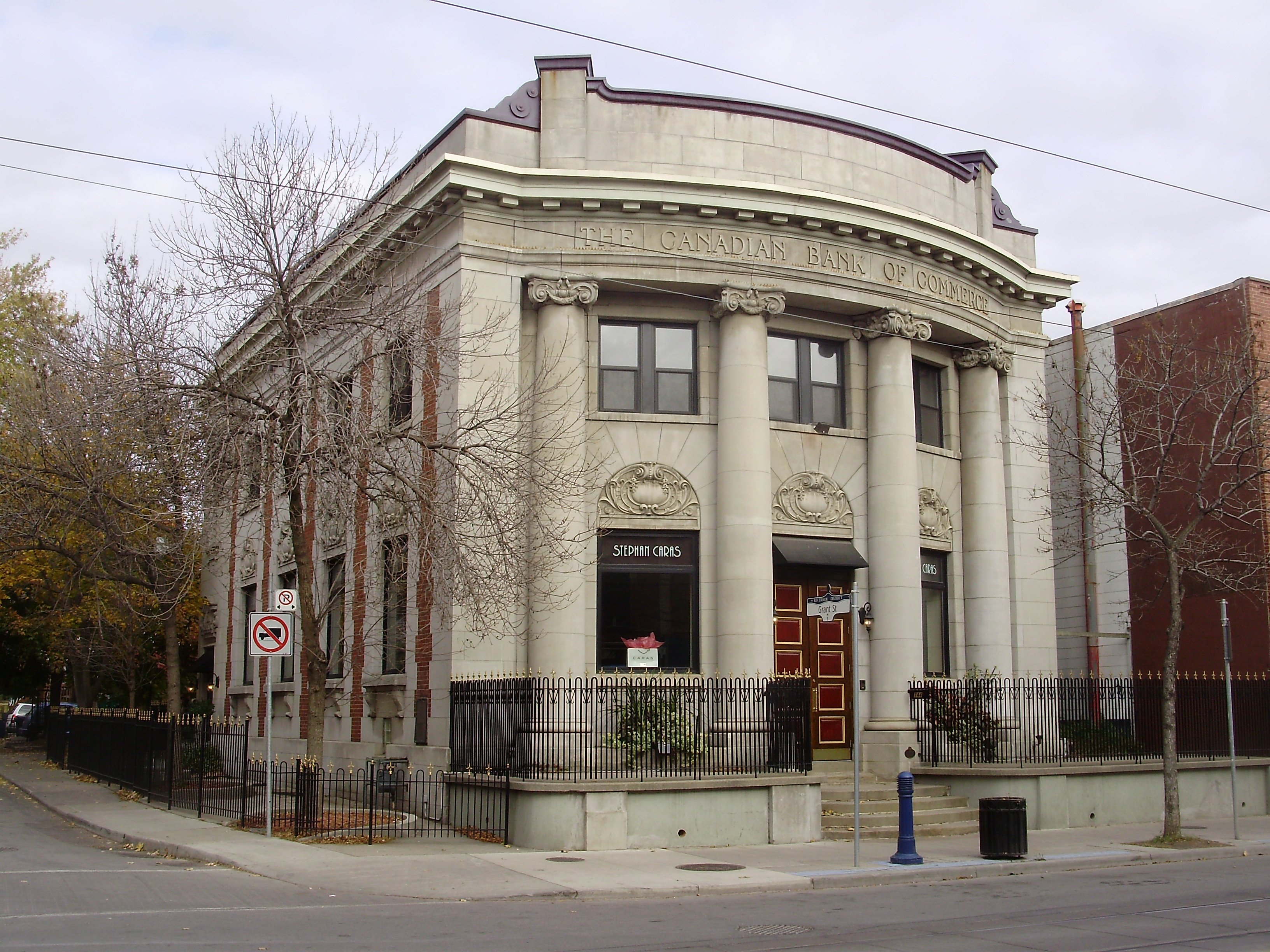
بانک تجارت کانادا درتورنتو

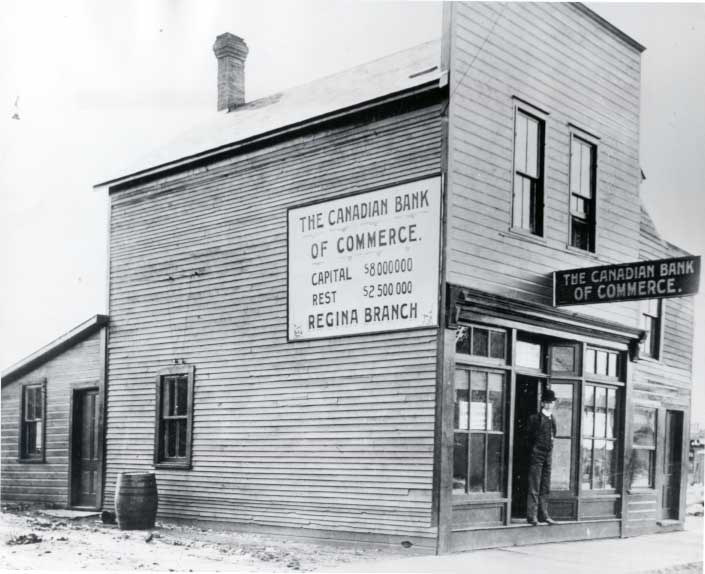
بانک تجارت رجینا، ۱۹۱۰میلادی

این ساختمان دفتر مرکزی تورنتو درسال‌های ۱۹۳۰ تا ۱۹۶۱ بود.

در طول جنگ جهانی اول، ۱۷۰۱نفر از کارمندان بانک تجارت کانادا در تلاش برای جنگ بودند. در ساختمان یادبود شرق و غرب در [اتاوا] انتاریو، به ایثاراین کارمندان درجنگ جهانی اول کتیبه ای اختصاص داده شده‌است.
در سال ۱۹۳۱، دادگاه بازرگانی مرکزی تورنتو بانک که توسط معماران طراحی شده بود جان پریسون و فرانک دالینگ تکمیل شد. در ۳۴ داستان، سالها طولانی‌ترین ساختمان در امپراتوری بریتانیا بود.
بار دیگر، در طول [جنگ جهانی دوم]، ۲۳۰۰ نیروی کار در نیروهای مسلح قرار گرفتند.
شعبه مرکزی بانک تجارت امپریال کانادا در شهر تورنتو، انتاریو قرار دارد و سهام آن در بازار بورس نیویورک و بازار بورس تورنتو معامله می‌شود. در سال ۲۰۱۲ کانیدین امپریال بنک آو کامرس در فهرست فوربز جهانی ۲۰۰۰ در رتبه ۱۷۲ از بزرگترین شرکت‌های جهان، قرار گرفت.